# Ticks and Tick-borne Diseases
Ticks and Tick-borne Diseases – międzynarodowe, recenzowane czasopismo naukowe publikujące w dziedzinie akarologii, medycyny i weterynarii.
Pismo wydawane jest Elsevier. Ukazuje się 6 razy do roku. Obejmuje tematy z pogranicza akarologii, medycyny i weterynarii dotyczące kleszczy i chorób odkleszczowych. Publikuje oryginalne prace badawcze, prace przeglądowe i krótkie doniesienia w zakresie systematyki, taksonomii, morfologii, biologii ewolucyjnej, ekologii, fizjologii, biochemii, etologii, biologii molekularnej, genomiki, proteomiki i kontroli populacji kleszczy, genomiki, proteomiki, systematyki, taksonomii i transmisji przenoszonych przez kleszcze wirusów, bakterii i pasożytów, interakcji między kleszczami, patogenami i gospodarzami na poziomie molekularnym, komórkowym i ekologicznym wraz z ich zależnościami ze środowiskiem, epidemiologii, diagnostyki, leczenia, zapobiegania, kontroli oraz znaczenia ekonomicznego i socjoekonomicznego chorób odkleszczowych u zwierząt dzikich, domowych i ludzi.
W 2017 impact factor pisma wyniósł 2,612, pięcioletni IF 2,949, a wskaźnik SNIP 1,057.